# Sunflower (Rex Orange County)
''Sunflower'' is een nummer van Rex Orange County. Het nummer werd uitgebracht op 22 maart 2017 als single, onder het label AWAL Recordings. Het nummer kreeg zilver van de British Phonographic Industry (BPI), en van de Recording Industry Association of America (RIAA) kreeg de single platina. De single werd nooit uitgebracht op CD of vinyl.

## Achtergrond
"Sunflower" is een nummer opgedragen aan Rex' ex-vriendin Thea Morgan-Murrell, met wie Rex in Londen woonde. Het nummer toont zijn volledige verliefdheid en bijna obsessie voor dit meisje. Rex heeft zijn vriendin gelijkgesteld aan een 'Sunflower', die symbool staat voor licht, kracht en onschuld. In de tekst van het lied bekent Rex zijn onvoorwaardelijke liefde voor haar en twijfelt hij aan zijn bestaan zonder haar. Hij schroomt niet om te zeggen dat hij geobsedeerd is door haar.
In de intro van het nummer verduidelijkt Rex dat Thea in zijn leven kwam op een dieptepunt in zijn leven; "Then I fell to the ground." Daarna zingt hij verder hoe ze hem motiveerde om door te gaan. Hiervoor zal hij haar aanwezigheid voor altijd blijven koesteren.
'Sunflower' is een bloem met speciale vaardigheden in het koninkrijk van flora. Deze bloem volgt de beweging van de zon en draait zijn gezicht naar de zon die door de lucht beweegt. Dit wordt gedaan om de opname van zonlicht te maximaliseren, wat essentieel is voor het overleven van de plant. Maar deze bloem bezit niet alleen deze magische vermogens, maar is ook zowel mooi als elegant. Rex vergelijkt zijn vriendin graag met deze bloem, die een baken van licht en een kompas in zijn leven was.
Rex' tweede album 'Apricot Princess', uitgebracht in 2017, is ook een volledige toewijding aan Thea. De albumtitel is Rex zijn bijnaam voor Thea.

## Videoclip
De videoclip werd uitgebracht op 22 september 2017. De video is geproduceerd door Illegal Civ Cinema, en geregisseerd door Mikey Alfred. De figuranten worden gespeeld door Na-kel Smith, Kevin White, Mikey Palma, Black Mike, Sonny Greenback, Aramis Hudosn, Davonte Jolly en Ryder McLaughlin, die voor Illegal Civ Cinema werken.
De videoclip toont Rex Orange County in twee contrasterende scenario's. Voor de eerste helft van de video lijkt hij ongelukkig, gedemotiveerd, eenzaam en neerslachtig. Op een bepaald moment in de video lijkt het alsof hij een bewuste beslissing neemt om zichzelf en zijn houding te veranderen. Daarna lijkt alles positief met hem en om hem heen. Dit zou kunnen verwijzen naar zijn echte leven en het keerpunt van zijn leven nadat hij zijn vriendin had ontmoet.
Alexander O'Connor